# Siete canciones tempranas

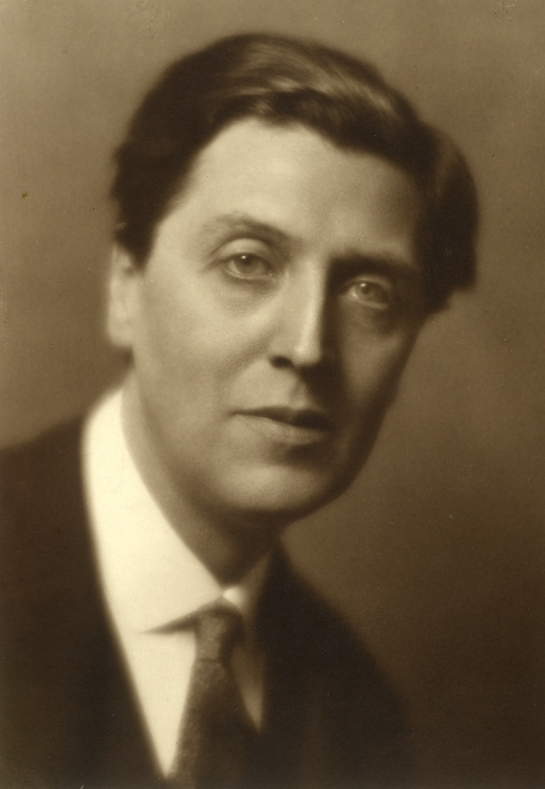
Berg en 1927.

Siete canciones tempranas (en alemán, Sieben frühe Lieder) fueron compuestas por Alban Berg entre 1905 y 1908. 

## Historia
Se trata de una serie de siete canciones que escribió mientras recibía lecciones de Arnold Schoenberg. Una de las composiciones más accesibles de Berg es hoy favorita en la sala de conciertos y recitales.

### Estreno y primeras interpretaciones
La versión para voz y piano
- Tres de las siete canciones fueron estrenadas en noviembre de 1907 en un concierto de alumnos de Arnold Schoenberg por la soprano Elsa Pazeller con Karl Horwitz.
- La primera versión completa fue ejecutada por el propio compositor al piano y cantada por Lisa Frank siendo transmitida por Radio Berlín el 27 de febrero de 1929.

La versión orquestal
- Cinco de las siete canciones en arreglo orquestal fueron estrenadas el 18 de marzo de 1928 por Wanda Achsel-Clemens con Paul von Klenau en la dirección orquestal.
- La primera versión orquestada completa fue llevada a cabo por Claire Born dirigida por Robert Heger el 6 de noviembre de 1928 en Viena.[1]

## Instrumentación
Las partituras están escrita para soprano con acompañamiento de piano y posteriormente orquestadas en 1928. Algunas mezzosopranos con facilidad en el registro agudo también las interpretan, tal el caso de Anne Sofie von Otter y Susan Graham. 
La versión revisada fue escrita para la voz alta, soprano y los siguientes instrumentos:
- Viento madera: 2 flautas (la segunda doblando al flautín), 2 oboes (el segundo doblando al corno inglés), 2 clarinetes en si bemol, 1 clarinete bajo en la, 2 fagotes, 1 contrafagot.
- Viento metal: 4 trompas en fa, 1 trompeta en fa, 2 trombones tenores.
- Percusión: timbales, percusión, celesta.
- Cuerda: arpa y una sección de cuerdas con violines I y II, violas, violonchelos, contrabajos.

## Estructura y análisis
Las siete canciones que conforman esta pieza musical son:
1. Nacht (Noche), texto de Carl Hauptmann.
2. Schilflied (Canción entre los juncos), texto de Nikolaus Lenau.
3. Die Nachtigall (El ruiseñor), texto de Theodor Storm.
4. Traumgekrönt (Coronado en sueños), texto de Rainer Maria Rilke.
5. Im Zimmer (Interior), texto de Johannes Schlaf.
6. Liebesode (Oda al amor), texto de Otto Erich Hartleben.
7. Sommertage (Días de verano), texto de Paul Hohenberg.

Este pequeño ciclo sintetiza la combinación del legado tonal de Berg con la innegable influencia de Schoenberg y su evolución posterior hacia el dodecafonismo. Estas siete canciones llevan la influencia de Richard Strauss, Gustav Mahler, Hugo Wolf y Claude Debussy siendo un compendio de las armonías del ultrarromanticismo del fin del siglo XIX y principios del siglo XX. Según Theodor Adorno cada canción evoca un mundo y una atmósfera diferentes correspondiente a la naturaleza de los poemas en que se basan que fueron escritos por poetas distintos. El ruiseñor evoca a Johannes Brahms y Robert Schumann, Oda al amor y Noche al impresionismo y las demás se acercan al lenguaje de Schoenberg.

## Discografía selecta
Versión para voz y piano
- Lucia Popp, Irwin Gage (RCA)
- Violeta Urmana, Jan Philip Schulze (Faro)
- Anne-Sofie von Otter, Bengt Forsberg (DG)
- Susan Graham, Malcolm Martineau (Warner)

Versión orquestal
- Evelyn Lear, Karl Böhm (VAI)
- Margaret Marshall, Herbert Blomstedt
- Jane Eaglen, Donald Runnicles (Sony)
- Jessye Norman, Pierre Boulez (Sony)
- Anne Sofie von Otter, Claudio Abbado (DG)
- Renée Fleming, Claudio Abbado (DG)
- Barbara Bonney, Riccardo Chailly (Decca)